# Dactylopus
Dactylopus là một chi cá biển thuộc họ Cá đàn lia. Các loài trong chi này được tìm thấy ở Tây Thái Bình Dương.

## Các loài
Có 2 loài được ghi nhận trong chi này:

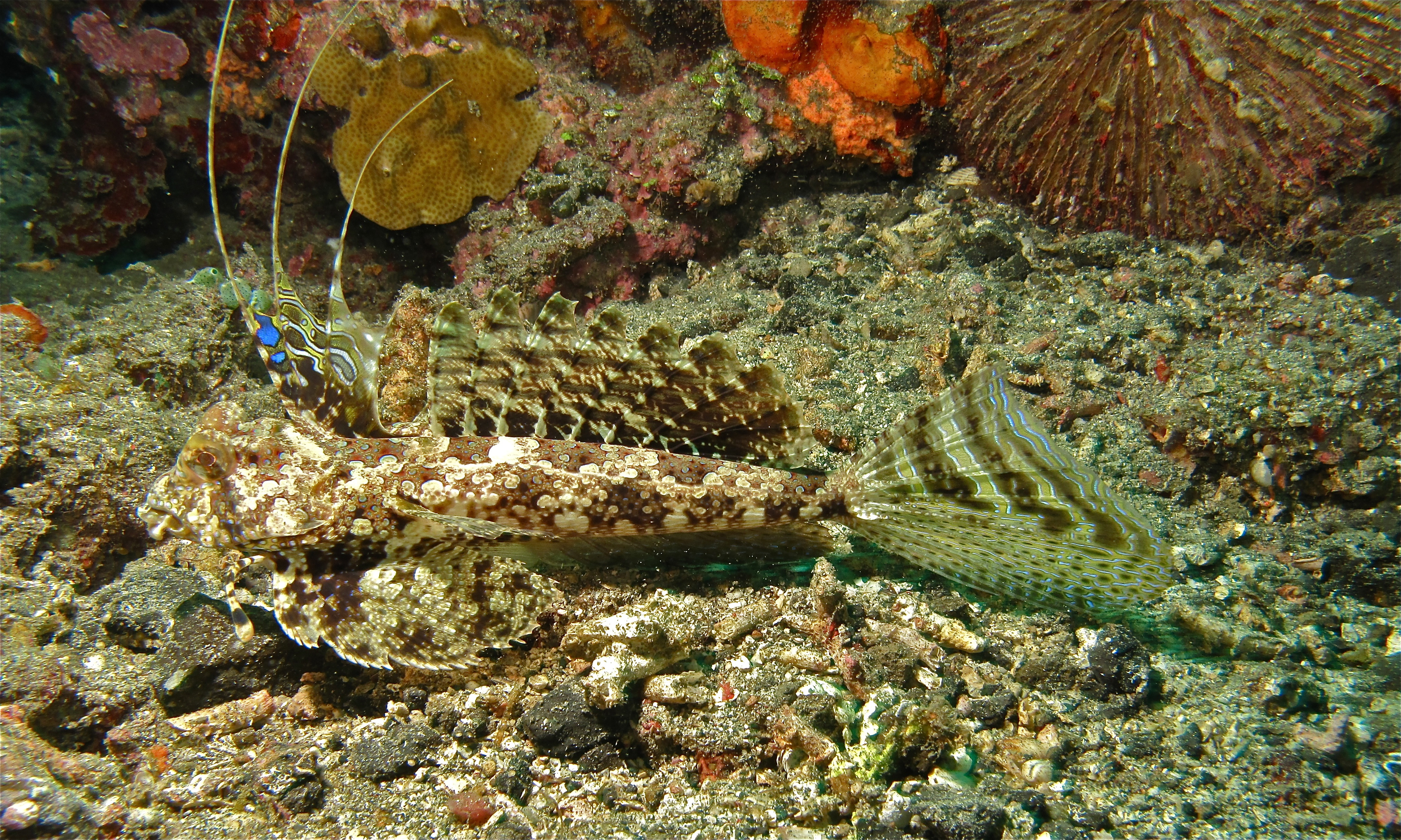
Dactylopus dactylopus

- Dactylopus dactylopus (Valenciennes, 1837) (Cá đàn lia đen)
- Dactylopus kuiteri (Fricke, 1992)[3]